# Marina Person
Marina Izaura Jeha Person  (São Paulo, 15 de febrero de 1969) es una actriz, cineasta, y presentadora brasileña. Fue Vj de la MTV Brasil entre 1995 y 2011. Actualmente, es presentadora del programa Na Pegada, en la radio Metropolitana FM, junto a Jairo Bouer, Marcela Rocha y a Fabi Ferraz. En 2011, fue contratada por los canales TV Cultura y Glitz*.

## Biografía
Después de trabajar en la producción del Cine MTV en su antiguo formato durante tres años, Marina pasó al frente de las cámaras, presentando su propio programa, en 1996. Desde entonces, presenta diversos programas de la empresa, como los extintos Supernova, Piores Clipes do Mundo, Contato y Meninas Veneno, que en 2002 ganó el premio de mejor programa del año de la Asociación Paulista de los Críticos de Arte Archivado el 23 de octubre de 2013 en Wayback Machine. (APCA).
En Los Ángeles, Marina cubrió por varios años la ceremonia de premiación de cine, por parte de la MTV estadounidense: el MTV Movie Awards, entrevistando eminencias del cine hollywoodiano como Cameron Diaz, Samuel L. Jackson, Katie Holmes, Courteney Cox Arquette, Jennifer Love Hewitt, entre otros.
En el año de 2000, con exclusividad, la popstar Madonna ingresó en la lista de entrevistados de la VJ, que incluiría nombres como Francis Ford Coppola, y Jon Landau, productor de Titanic.
Obtuvo una titulación en artes cinematográficas por la Escuela de Comunicación y Arte (ECA) Archivado el 18 de junio de 2016 en Wayback Machine., y es hija del cineasta y director teatral paulista Luís Sérgio Person, y de la fotógrafa y cineasta Regina Jeha. Es hermana de Domingas Person, Marina ha trabajado como operadora de sonido, camarógrafa, y directora en diversos filmes de cortos y largometrajes, como Capitalismo Selvagem, de André Klotzel, y Perfume de Gardênia, de Guilherme de Almeida Prado, entre otros.
En 1996, escribió y dirigió el cortometraje Almoço Executivo, en asociación con Jorge Espírito-Santo, que recibió los premios de Mejor Dirección en los Festival de Gramado, RioCine 96, y Guarnicê do Maranhão (Mención Honrosa) en 1997.
En 2003, en la TV Cultura, presentó parcialmente su proyecto más osado: Person - um cineasta de São Paulo, que reunía testimonios recogidos de amigos, estudiantes y familiares suyos, tratando de hacer un mosaico de la figura paterna.
El 1 de abril de 2006 estrenó en São Paulo, en el Festival É Tudo Verdade, la versión final de ese proyecto que, después de ocho años, se convirtió en un documental de 73 minutos sobre la vida y obra de Luiz Sérgio Person (São Paulo, Sociedade Anônima, y O Caso dos Irmãos Naves) rescatando la importancia del cineasta, que a pesar del reconocimiento en el mundo del arte, aún no es muy conocido por el público en general. Ese documental traza una reconstrucción de la historia de Person a través de un viaje personal de sus hijas, Marina y Domingas, y también de la madre Regina Jeha. Entrevistando amigos, familiares y otras personas que trabajaban con Person, ella busca descubrir algo más allá de fechas y demás datos biográficos. Eva Wilma, Antunes Filho, Zé do Caixão, Paulo Goulart, Ney Latorraca, Paulo José, y de Jorge Ben Jor fueron algunos de los entrevistados. También en 2006 realizó una pequeña participación en el filme O casamento de Romeu e Julieta interpretando a una reportera.
En enero de 2011, la MTV anuncia la salida de Marina Person de la emisora. Así después de 18 años, Person dijo que quería hacer frente a proyectos personales más allá del cine.
En abril de 2011, es anunciado su contrato con la TV Cultura. Así la presentadora comandaría el Cultura Retrô.
En mayo de 2011, fue también anunciado su contrato con el canal Glitz*, el antiguo canal Fashion TV Brasil para realizar presentaciones en el programa Cine Glitz*.
En mayo de 2012, la TV Cultura anuncia que ella presentará el programa Metrópolis, los domingos (a partir del 27 de mayo de 2012).

## Carrera

### MTV Brasil
- 1995 - Cine MTV
- 1995 - MTV Video Music Brasil (Programa anual)
- 1996 - MTV Movie Awards (Programa anual)
- 1999 - Piores Clipes do Mundo
- 2002 - Meninas Veneno
- 2003/2006 - Megaliga MTV de VJs Paladinos
- 2004 - Top Top MTV
- 2005 - Balela MTV
- 2006/2007 - Neura MTV
- 2007 - Casal Neura
- 2007/2009 - MTV +
- 2010 - Notícias MTV
- 2010 - Viva! MTV

### TV Cultura
- 2011 - Cultura Retrô
- 2012 - Metrópolis

### Glitz*
- 2011 - Cine Glitz*

### Cinema
- 2005 - Robôs - Cappy
- 2006 - O casamento de romeu e julieta - reportera